# Холодковский, Кирилл Георгиевич
Кири́лл Гео́ргиевич Холодко́вский (род. 28 ноября 1928, Москва, СССР) — советский и российский историк и политолог. Доктор исторических наук (1988). Главный научный сотрудник Института мировой экономики и международных отношений РАН.

## Биография
Окончил исторический факультет Московского государственного университета им. М. В. Ломоносова в 1952 году. Одноклассник и однокурсник историка Н. Я. Эйдельмана; также был сокурсником Л. М. Брагиной, А. Д. Горского, И. В. Григорьевой, Г. Г. Дилигенского, И. Д. Ковальченко, В. И. Корецкого, Ю. С. Кукушкина, Н. Н. Покровского, А. А. Сванидзе, Я. Н. Щапова и других известных историков.
Основная часть профессиональной деятельности связана с Институтом мировой экономики и международных отношений (ИМЭМО) РАН, где в 1964 году защитил диссертацию на соискание учёной степени кандидата исторических наук по теме «Подъём массового рабочего движения в Италии (1959—1963 гг.)». До 1982 года работал в отделе социально-политических проблем капитализма ИМЭМО под руководством Г. Г. Дилигенского. Вместе с ним был вынужден перейти в Институт международного рабочего движения после начала политической кампании против ведущих экспертов ИМЭМО.
С 1987 года вновь работает в ИМЭМО — заведующий сектором в прежнем отделе (ныне — Центр сравнительных социально-политических исследований ИМЭМО РАН), затем главный научный сотрудник.
В 1988 году защитил диссертацию на соискание учёной степени доктора исторических наук по теме «Эволюция массового социально-политического сознания трудящихся Италии, 1945—1985 гг.» (07.00.03 — всеобщая история (соответствующего периода)).
В 2003 году вошёл в состав межведомственной комиссии по историческому образованию при Министерстве образования Российской Федерации.
Профессиональные интересы: массовое сознание, общественное мнение, политические партии, политическое размежевание, идейно-политическая борьба.

## Основные работы
Книги
- Рабочее движение в Италии (1959—1963), M., 1969;
- Италия: массы и политика. М., 1989;
- Самоопределение России. М.: РОССПЭН, 2013.

Некоторые статьи
- Некоторые вопросы массового политического сознания // МЭиМО, 1979. № 6;
- Российская приватизация: столкновение интересов. // МЭиМО, 1995. № 1;
- Идейно-политическая дифференциация российского общества: история и современность // «Полития», 1998, № 2;
- Парламентские выборы 1999 года и партийное структурирование российского общества // «Политические исследования», 2000, № 2;
- Социально-психологическая дифференциация российского населения и процессы формирования партий // «Политические исследования», 2001, № 5;
- Партии: Кризис или закат? — В кн. Политические институты на рубеже тысячелетий. Дубна, 2001;
- О социально-политических последствиях современного кризиса // Круглый стол журнала «ПолИс» и ИМЭМО РАН, 2009.